# Gabon ai Giochi della XXXI Olimpiade
Il Gabon ha partecipato ai Giochi della XXXI Olimpiade, che si sono svolti a Rio de Janeiro, Brasile, dal 5 al 21 agosto 2016, con una delegazione di sei atleti, quattro uomini e due donne, impegnati in quattro discipline. La nazionale del Gabon è stata soggetta ad una drastica riduzione rispetto ai giochi di Londra 2012 dove aveva partecipato con 26 atleti.
Portabandiera alla cerimonia di apertura è stato il taekwondoka Anthony Obame, che quattro anni prima aveva conquistato la prima medaglia olimpica nella storia del suo paese. In questa edizione, alla decima partecipazione del Gabon ai Giochi, non sono state ottenute medaglie.

## Risultati

### Atletica leggera
Gare maschili
| Atleta              | Gara      | Preliminari | Preliminari | Batterie        | Batterie        | Semifinali      | Semifinali      | Finale          | Finale          |
| Atleta              | Gara      | Tempo       | Pos.        | Tempo           | Pos.            | Tempo           | Pos.            | Tempo           | Pos.            |
| ------------------- | --------- | ----------- | ----------- | --------------- | --------------- | --------------- | --------------- | --------------- | --------------- |
| Wilfried Bingangoye | 100 metri | 11.03       | 5           | Non qualificato | Non qualificato | Non qualificato | Non qualificato | Non qualificato | Non qualificato |

Gare femminili
| Atleta            | Gara      | Preliminari | Preliminari | Batterie | Batterie | Semifinali      | Semifinali      | Finale          | Finale          |
| Atleta            | Gara      | Tempo       | Pos.        | Tempo    | Pos.     | Tempo           | Pos.            | Tempo           | Pos.            |
| ----------------- | --------- | ----------- | ----------- | -------- | -------- | --------------- | --------------- | --------------- | --------------- |
| Ruddy Zang Milama | 100 metri | Bye         | Bye         | 11.67    | 7        | Non qualificata | Non qualificata | Non qualificata | Non qualificata |

### Judo
Maschile
| Atleta       | Evento | Preliminari          | 16-esimi                  | Ottavi                 | Quarti               | Semifinali           | Ripescaggio          | Med. bronzo          | Finale               | Posizione       |
| Atleta       | Evento | Avversario Risultato | Avversario Risultato      | Avversario Risultato   | Avversario Risultato | Avversario Risultato | Avversario Risultato | Avversario Risultato | Avversario Risultato | Posizione       |
| ------------ | ------ | -------------------- | ------------------------- | ---------------------- | -------------------- | -------------------- | -------------------- | -------------------- | -------------------- | --------------- |
| Paul Kibikai | −81 kg | Bye                  | Al-Aameri (IRQ) V (0-0 S) | Nagase (JPN) P (0-100) | non qualificato      | non qualificato      | non qualificato      | non qualificato      | non qualificato      | non qualificato |

Femminile
| Atleta              | Evento | Preliminari          | 16-esimi             | Ottavi                 | Quarti               | Semifinali           | Ripescaggio          | Med. bronzo          | Finale               | Posizione       |
| Atleta              | Evento | Avversario Risultato | Avversario Risultato | Avversario Risultato   | Avversario Risultato | Avversario Risultato | Avversario Risultato | Avversario Risultato | Avversario Risultato | Posizione       |
| ------------------- | ------ | -------------------- | -------------------- | ---------------------- | -------------------- | -------------------- | -------------------- | -------------------- | -------------------- | --------------- |
| Sarah Myriam Mazouz | −78 kg | Bye                  | Bye                  | Powell (GBR) P (0-100) | non qualificato      | non qualificato      | non qualificato      | non qualificato      | non qualificato      | non qualificato |

### Nuoto
Maschile
| Atleta           | Gara             | Batteria | Batteria  | Semifinale      | Semifinale      | Finale          | Finale          |
| Atleta           | Gara             | Tempo    | Posizione | Tempo           | Posizione       | Tempo           | Posizione       |
| ---------------- | ---------------- | -------- | --------- | --------------- | --------------- | --------------- | --------------- |
| Maël Ambonguilat | 50m stile libero | 27.21    | 75        | Non qualificato | Non qualificato | Non qualificato | Non qualificato |

## Taekwondo
| Atleta        | Evento          | Ottavi               | Quarti               | Semifinali           | Ripescaggio          | Finale               | Pos.            |
| Atleta        | Evento          | Avversario Punteggio | Avversario Punteggio | Avversario Punteggio | Avversario Punteggio | Avversario Punteggio | Pos.            |
| ------------- | --------------- | -------------------- | -------------------- | -------------------- | -------------------- | -------------------- | --------------- |
| Anthony Obame | +80 kg maschile | Cho P 6-12           | Non qualificato      | Non qualificato      | Non qualificato      | Non qualificato      | Non qualificato |